# Jean Bassand
Pour les articles homonymes, voir Bassand.
Jean Bassand (en italien Giovanni Bassando), né vers 1370 à Besançon (France) et décédé le 26 août 1445 à L'Aquila (Italie), est un moine catholique français de l'Ordre des Célestins. Considéré comme 'Bienheureux' il est localement commémoré le 16 aout.

## Biographie
Né vers 1370 dans une famille profondément chrétienne de Besançon, le jeune Jean Bassand se consacre à Dieu chez les chanoines du Latran à Besançon, à l’âge de 18 ans (en 1388).  Vers l’âge de 30 ans il en devient le prieur du monastère Saint-Paul de Besançon. Il est cependant attiré par une vie plus austère et rejoint les moines célestins dont un monastère existe à Paris. La qualité de sa vie religieuse et compétence dans les sciences sacrées font qu’il est bientôt nommé à des positions d’autorité dans l’ordre monastique.  Il est prieur du monastère de Paris. 
Ses responsabilités le contraignent à voyager en Espagne, en France et en Italie, fondant ici de nouveaux prieurés, là-bas réeformant des couvents existants.    
Le 6 mars 1443 Jean Bassand est envoyé par Eugène IV à  l’Aquila pour y réformer le monastère célestin. Le vieillard de 73 ans arrive dans la ville des Abruzzes quelques mois avant le décès de Bernardin de Sienne. 
Les quinze mois qui lui restent à vivre sont difficiles car ses réformes ne sont pas facilement acceptées car, disait-il, « les Aquiliens sont « des hommes difficiles » ». Il est soutenu par la prière à son grand saint patron Célestin V, fondateur de son ordre monastique dont le tombeau se trouve au Collemaggio de l'Aquila. 
Jean Bassand meurt à l'Aquila le 26 août 1445 où sa dépouille repose dans une châsse en verre surmontant l'autel du transept gauche, dans la basilique du Collemaggio de la ville. Considéré populairement comme bienheureux Jean Bassand est liturgiquement commémoré (localement) le 16 aout.